# サン・マルチェッロ・ピストイエーゼ
サン・マルチェッロ・ピストイエーゼ (英: San Marcello Pistoiese) は、人口6,370人のイタリア共和国トスカーナ州ピストイア県に存在した基礎自治体（コムーネ）。
2017年1月1日に、ピテーリオと合併して、サン・マルチェッロ・ピテーリオとなった。

## 姉妹都市
- Saint-Martin-du-Tertre、フランス 1987年